# 高阳街道
高阳街道，是中华人民共和国四川省凉山彝族自治州冕宁县下辖的一个乡镇级行政单位。撤销城厢镇、回坪乡和哈哈乡，设立高阳街道，以原城厢镇、原回坪乡和原哈哈乡阿始乐村、草西乐村所属行政区域为高阳街道的行政区域。

## 行政区划
高阳街道下辖以下地区：
群裕社区、长征社区、南西社区、青石桥社区、三分屯村、大垭口村、河东村、枧槽村、石长屯村、加姑尔村、茶药村和杀叶马村。